# Berowelf

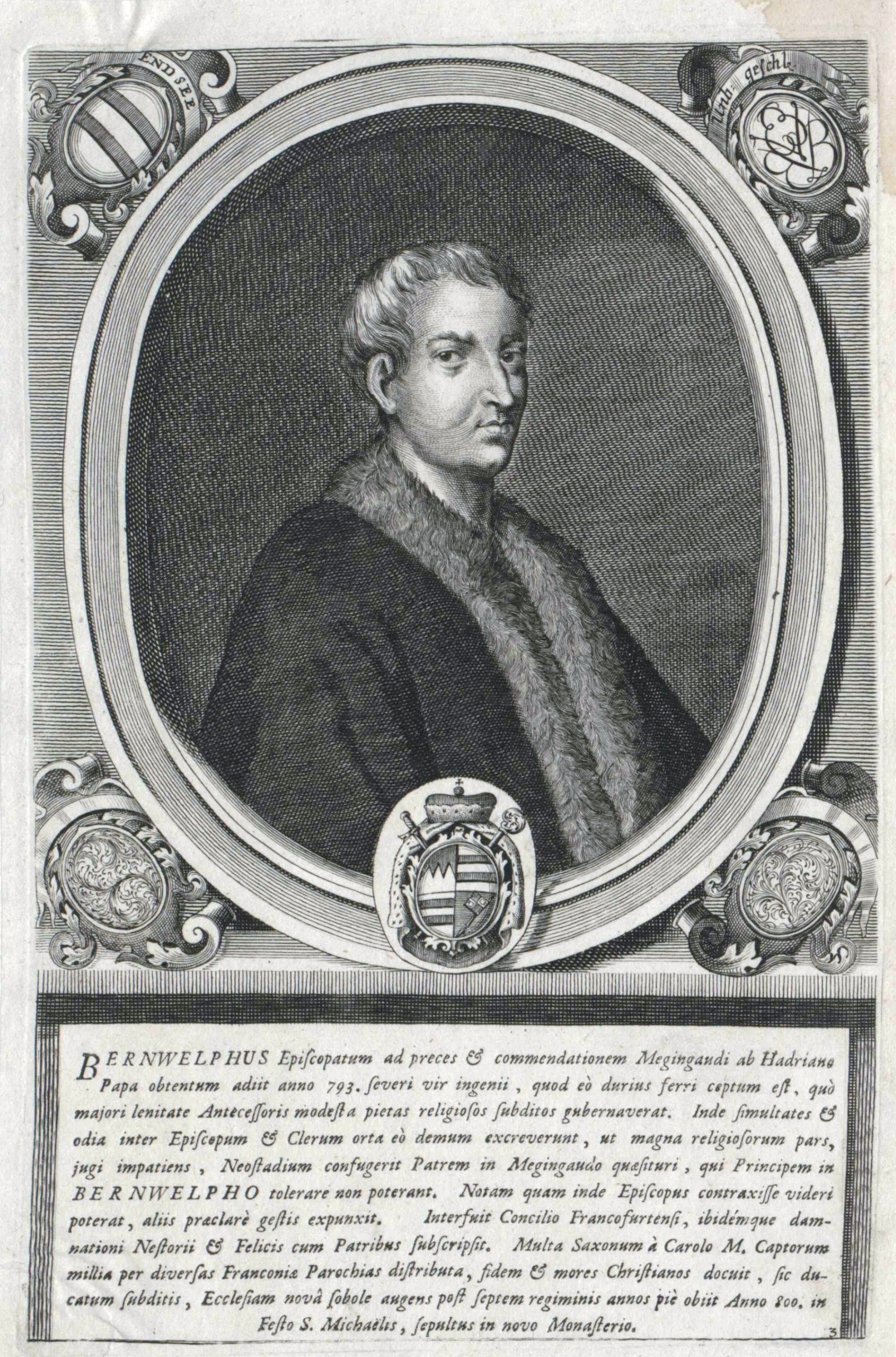
Berowelf, Stich von Johann Salver

Berowelf, auch Berowolf, (* 729/vor 729; † 29. September 794) war von Anfang 769 bis zu seinem Tod Bischof in Würzburg. Er wurde im Februar/März 769 als Bischof konsekriert.

## Nachfolger von Megingaud
Berowelf war ein Mönch aus dem Andreaskloster Würzburg. Seine Biografie beginnt 769, im gleichen Jahr, als Megingaud von Würzburg abdankte und sich in sein bestehendes Kloster Neustadt am Main zurückzog. Es erscheint zweifelhaft, dass Megingaud, wie es die jüngere Vita Burkardi darstellt, seinen Nachfolger selbst bestimmt hatte. Vielmehr ist man heute der Ansicht, dass Berowelf nicht ganz unschuldig an der Abdankung seines Vorgängers war; ihm wird sogar vorgeworfen, Megingaud vertrieben zu haben.

## Wirken

### Reise nach Rom
Schon kurz nach seiner Amtseinführung reiste Bischof Berowelf nach Rom, wo er als Berohelpos ep. (episcopus) cuntate Wirsburgo bereits vom 12. bis 14. April 769 mit zwölf weiteren fränkischen Bischöfen an der Lateransynode teilnahm.

### Missionierung
Berowelfs Tätigkeiten gehen weit über Würzburg hinaus. So wird er beispielsweise als Missionar in den slawischen Gebieten der Main- und Regnitzwenden genannt und war dort anscheinend auch als Kirchenbegründer tätig. Ein anderes großes Verdienst soll die angebliche Gründung des Bistums Paderborn gewesen sein. Jedoch wurde das Bistum Paderborn 799 durch Papst Leo III. und den damaligen fränkischen König Karl den Großen errichtet, als Berowelf längst verstorben war. Laut Lorenz Fries wurden im karolingischen Missionskloster Neustadt am Main adelige Priester als Missionare für die Sachsenmission ausgebildet.

### Erwerbungen für das Bistum Würzburg
Es gab sicherlich viele Erwerbungen für das Bistum unter Berowelf, doch wird davon nur bruchstückhaft berichtet. Von der Erwerbung des Klosters Ansbach, das gegen die Martinskirche in Brendlorenzen (offensichtlich Teil der Pfalzausstattung um Salz) getauscht wurde, wird heute gesagt, dass sie einen wichtigen Baustein der Gebietsumgrenzung darstellte. Ebenso kann man die Lehen des Bischofs in Worms, die der König dem Würzburger übertrug, als erste Abgrenzung gegenüber dem Bistum Worms sehen.
Wenn es auch wenig Quellen gibt, kann man doch davon ausgehen, dass er es war, der die Verlegung des Bischofssitzes abschloss und damit den neuen Dom an der Stelle des heutigen Neumünsters einweihte. Diese neue Bischofskirche und Pfalz bildet den Grundstein für die weitere kirchliche und auch urbane Entwicklung Würzburgs.